# Rakouské sociální a hospodářské muzeum
Rakouské sociální a hospodářské muzeum (Österreichisches Gesellschaft- und Wirtschaftsmuseum) se nachází ve Vídni. V roce 1925 jej založil Otto Neurath. Chtěl v něm za pomoci zjednodušených obrazů a grafů informovat obyvatele Vídně o ekonomické a hospodářské situaci jejich města. V dnešní době je už sloučeno s muzeem kávy.